# Opera
Opera (МФА: [ˈɑp(ə)ɹə]) — веббраузер розробки норвезької компанії Opera Software. Вперше випущений 1994 року групою дослідників з норвезької компанії Telenor. З 1995 року продукт компанії Opera Software, створеної авторами першої версії браузера. До 2013 року Opera включала додаткові можливості для роботи з інтернетом (пошта і низка інших служб), але після переходу з власного браузерного рушія на відкритий рушій Blink додаткові функції були відокремлені з браузера в супутні проєкти.
Браузер написаний мовою програмування C++, має високу швидкість роботи і сумісний з основними вебтехнологіями. Відмінними особливостями Opera довгий час були багатосторінковий інтерфейс (система вкладок у вікні програми) і можливість масштабування документів цілком, разом із графікою; згодом ці функції з'явились і в інших браузерах. У Opera розширені функціональні можливості використання комп'ютерної миші: окрім стандартних способів навігації передбачені так звані «жести мишею». У систему безпеки браузера входять: вбудований захист від фішингу; додаткове кодування інформаційного потоку при роботі зі сторінками, що містять запити конфіденційних відомостей; можливість видалення HTTP-Cookies, очищення історії відвідувань одним кліком миші, а також стартова панель «Speed Dial». Opera безкоштовна. Міжнародна версія браузера має багатомовний інтерфейс, включно з українською мовою.
Крім основних функцій браузера, за час, що минув з моменту появи пакета, в нього були інтегровані можливості поштового/новинного клієнта Opera Mail, адресної книги, клієнта пірингової мережі BitTorrent, агрегатора RSS, клієнта IRC, менеджера завантажень, WAP-браузера, Opera Link, а також віджети — графічні модулі, засновані на технології HTML, що працюють поза вікнами браузера.
Браузер Opera портовано під безліч ОС, зокрема Windows, macOS, Linux, FreeBSD, Solaris, а також для мобільних платформ на основі Symbian, MeeGo, MeeGo WeTab, Java, Android, Windows Mobile, iOS. Opera для ПК та Opera Mini розповсюджуються безкоштовно з 2005 року, Opera Mobile — з 2010-го (бета-версії з 2009-го).
Рушій Opera (Presto) ліцензований Adobe та інтегрований у пакет Adobe Creative Suite (зокрема, Presto використовується в Adobe GoLive та Dreamweaver).

## Історія

### Ранні версії
1993 року співробітники норвезької телекомунікаційної компанії Telenor Йон Стефенсон фон Течнер і Гейр Іварсей, розробляючи вебсайт компанії, поставили собі за мету розробити альтернативу популярному тоді браузеру Mosaic. У складі групи програмістів вони створили програму MultiTorg Opera, невибагливу до ресурсів комп'ютера і швидку. Програма використовувала інтерфейс MDI (multiple document interface) — вигляд програми, коли додаткові вікна відкриваються всередині батьківського вікна, що забезпечує перегляд кількох сторінок одночасно. Перша стабільна версія вийшла 1994 року та розповсюджувалася всередині компанії. Натхненні позитивними відгуками, 30 серпня 1995 року Йон Стефенсон фон Течнер і Гейр Іварсей заснували власну компанію Opera Software AS. Вона і зайнялася розробкою браузера Opera:
Opera 2.1. Перша публічна версія, що була випущена 1996 року, розповсюджувалася за схемою shareware (90 днів безкоштовного користування).
Opera 3 (31 грудня 1996). Додано автозаповнення форм та підтримку протоколу безпеки TSL.
Opera 4 (28 червня 2000). Впроваджено кросплатформовість, розширено налаштування, вбудовано поштовий клієнт.
Opera 5 (6 грудня 2000). Замість пробного терміну користування застосовано показ реклами в браузері до терміну оплати. Додано жести мишкою, вбудовано ICQ-клієнт.
Opera 6 (29 листопада 2001). Підтримка Unicode і змінена панель налаштувань.

### Рушій Presto

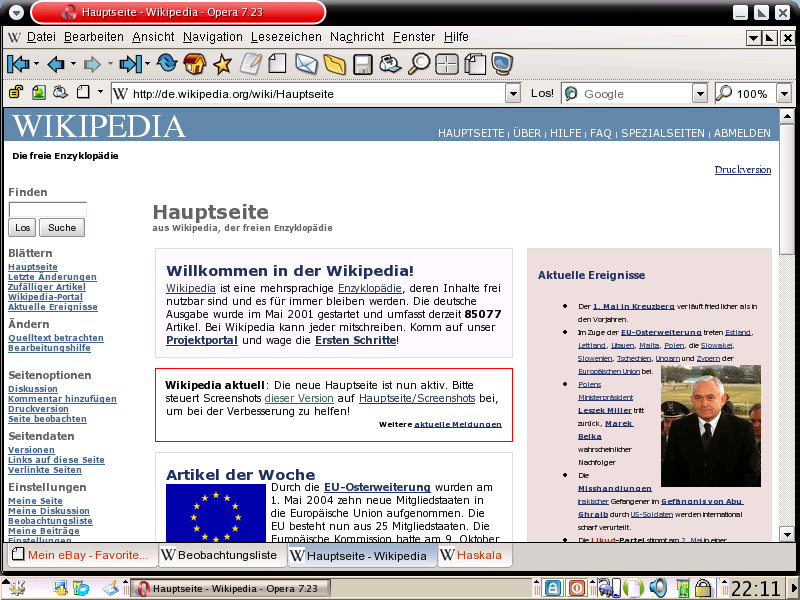
Opera 7

Opera 7 (28 січня 2003). Програму переведено з власного рушія на рушій Presto. Додано підтримку динамічних шарів і майстер-пароля.
Opera 8 (19 квітня 2005). Спрощено та оптимізовано інтерфейс. Розширено підтримку JavaScript, можливість завантаження торрентів, голосове керування. В версії 8.5 браузер було зроблено цілком безкоштовним.
Opera 9 (20 червня 2006). Починаючи з версії 9.2 було впроваджено «швидкий набір» — відображення на окремій вкладці 9-и обраних з закладок вебсайтів з їх мініатюрами.
В Opera 9.5 був представлений новий, менш вимогливий до ресурсів рушій JavaScript. У браузері запрацював сервіс Opera Link, що забезпечував синхронізацію закладок і сайтів зі «швидкого набору» між версією Opera для робочого столу й Opera Mini для мобільних телефонів. Сервіс Opera Mail запрацював швидше й ощадливіше. Окрім цього, була покращена робота з декількома акаунтами, додана можливість відображення поштової скриньки в ієрархічному вигляді, покращені обробка чернеток та інтерфейс панелі Mail. Були виправлені проблеми з сайтами Google, зі стандартним шаблоном WordPress, в різних бібліотеках Javascript. Opera 9.5 (кодова назва Kestrel) підтримувала програми для читання з екрану, працювала з Window-eyes, JAWS і Voiceover на OS X. Окрім цього, була покращена просторова навігація і спрощені гарячі клавіші. У новому релізі також була представлена система захисту від онлайн-шахрайства. Opera 9.5 забезпечувала підтримку сертифікатів Extended Validation (EV) SSL. Новою функцією став швидкий пошук, за допомогою якого можна знайти одну з відвіданих сторінок, ввівши слова, які на ній зустрічаються.
Opera 10 (1 вересня 2009, кодова назва Peregrine). Передусім розробники виділяли підтримку фірмової технології Opera Turbo, що дозволила, завдяки спеціальному алгоритму компресії даних, у кілька разів збільшити швидкість завантаження сайтів при повільному з'єднанні з Інтернетом. Система автоматично визначала швидкість передачі даних і в разі її зниження забезпечувала стиснення вмісту вебсторінки для швидшого відкриття.
Іншим важливим нововведенням стала модернізована система вкладок. Якщо за допомогою миші опустити нижню межу панелі вкладок, то у верхній частині екрану з'являться не тільки заголовки відкритих у вкладках вебсторінок, але і їхні зменшені зображення. Типово візуалізовані вкладки Opera 10 були розміщені вгорі, але їх дозволялося перемістити вниз або в бічні панелі, що зручно при використанні широкоекранних моніторів. Для «швидкого набору» з'явилися налаштування кількості сторінок для відображення. Раніше це можна було зробити, вручну внісши зміни до файлу speeddial.ini в папці профілю.
Подальшим удосконаленням піддалися інтерфейс користувача, засоби безпеки, інтегрований поштовий клієнт і експрес-панель для швидкого доступу до онлайнових ресурсів. Крім того, розробники виділяли функцію автоматичного завантаження оновлень і систему перевірки правопису на основі відкритого словника Hunspell, що підтримує 51 мову. До складу браузера Opera 10 були включені агрегатор RSS-стрічок і BitTorrent-клієнт.
Ревізія 10.10, яка вийшла 23 листопада 2009, вперше включила технологію Opera Unite.
Головним нововведенням версії 10.50 стало використання JavaScript-рушія Carakan і графічної бібліотеки Vega.
Opera 11 (16 грудня 2010, кодова назва Kjevik). Основним нововведенням стала підтримка розширень. Віднині браузер, услід за конкурентами Firefox, Chrome та Safari, підтримував систему розширень, за допомогою яких можна персоніфікувати й поліпшити функціональність браузера. Було впроваджено групування вкладок: з'явилася змога об'єднувати їх у папки; папка вкладок створюється простим перетягненням мишею одної вкладки на іншу. З'явилися візуальні жести мишею. Можливість відкривати й закривати вкладки, переміщатися відкритими раніше сторінками за допомогою простих жестів миші була вперше реалізована в браузері Opera 2001 року. Тепер користувачі Opera 11 могли бачити візуальні підказки переміщень миші прямо у вікні браузера. Додався новий адресний рядок, що відображає тільки основну інформацію, а колірний індикатор показує рівень захищеності відвідуваних сторінок; натиснувши на нього, користувач отримує детальну інформацію про вебсайт. Завантаження плагінів на вимогу дозволило призначити завантаження вмісту плагінів (наприклад, Adobe Flash) тільки з дозволу користувача. Це допомагало прискорити роботу зі сторінками, що містять надмірну кількість плагінів. Крім того, була поліпшена продуктивність JavaScript-рушія і підтримка новітніх вебтехнологій, таких як HTML5 і CSS3.
У версії 11.10 (кодова назва Barracuda), поміж інших покращень, з'явилася підтримка протоколу SOKCS 5, графічного формату WebP і шрифтового формату Web Open Font Format.
Opera 12 (14 червня 2012, кодова назва Wahoo). Було пришвидшено запуск, впроваджено експериментальну підтримку апаратного прискорення відеокарти і WebGL.
Версію Opera 13 було пропущено, а Opera 14 названо версію для Android.

### Рушій Blink

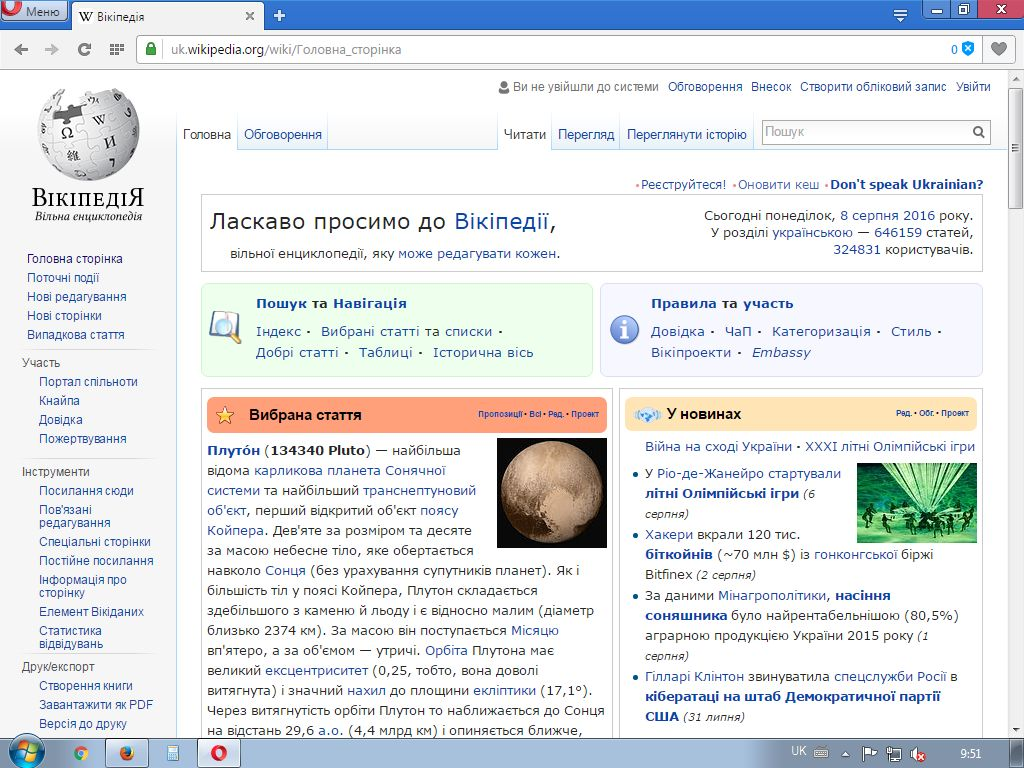
Opera 39

Opera 15 (2 липня 2013, кодова назва Opera Next). Opera 15 з кодовою назвою «Opera Next» вийшла в травні 2013. Відбувся перехід із власного браузерного рушія Presto на WebKit, а згодом на його форк Blink; перехід з власного JavaScript-рушія Carakan на V8. Браузер став швидшим у роботі й кардинально переглянув інтерфейс у бік спрощення, але втратив багато у функціональності та можливостях налаштувань. Колишні розширення перестали працювати в цій версії. Меню Opera та панель вкладок було розміщено в одному рядку. Було впроваджено інструмент «скарбничка» для відкладення читання сайтів на потім. У «швидкому наборі» можна було об'єднувати закладки у папки. Рядки пошуку й адреси було об'єднано за промовчуванням. З'явилася функція показу новин на «швидкому наборі». Opera Mail була вилучена з браузера й винесена в окрему програму. Для реалізації втрачених функцій Йон Стефенсон фон Течнер створив компанію Vivaldi Technologies, яка розробляє браузер Vivaldi.
Opera 16 (27 вересня 2013). Було впроваджено геолокацію стандартів W3C, автозаповнення форм, доступ до експериментальних функцій, розширені функції в меню «Пуск» у Windows 7 і 8. На Mac з'явився режим презентації.
Opera 17 (7 жовтня 2013). З'явилися налаштування поведінки браузера при запуску (показувати «швидкий набір», продовжити минулий сеанс чи відкрити певний набір сайтів), функція закріплення вкладок (вони лишаються на панелі без можливості закрити їх напряму), розширені жести та доповнення, менеджер пошукових систем.
Opera 18—19 (17, 24 жовтня 2013). Додалося перенесення вкладок між вікнами. Було виправлено помилки минулих версій.
Opera 20 (4 березня 2014). Переміщення сайтів між закладками і «швидким набором», більше налаштувань «швидкого набору».
Opera 21 (6 травня 2014). Повна інтеграція з оболонкою Aura, прискорений рендеринг, налаштування відображення адреси сайтів.
Opera 22 (3 червня 2014). Впроваджено «тихі» оновлення без повідомлення користувача. Розширено набір стандартних тем, додано меню кодування.
Opera 23 (24 червня 2014). Розширено функцію відзначення сайтів (на вибір додати до закладок, до «швидкого набору» чи у «скарбничку» для перегляду потім).
Opera 24 (26 червня 2014). Попередній перегляд мініатюр вкладок, темне оформлення вікна в режимі анонімного перегляду.
Opera 25 (16 жовтня 2014). Мініатюри сайтів у закладках, менеджер закладок.
Opera 26 (21 листопада 2014). Імпорт даних браузера, попередній перегляд сторінки при друці, функція «поділитися» закладками. Синхронізація між пристроями і вдосконалені діалогові вікна для Mac.
Opera 27 (27 січня 2015). Згруповано вкладки, «швидкий набір» і пропоновані сайти. Додане спеціальне меню для перегляду списку вкладок при їх великій кількості.
Opera 28 (11 березня 2015). Синхронізація закладок між Opera на різних пристроях. Пропозиції сайтів із закладок при пошуку.
Opera 29 (29 квітня 2015). Синхронізація відкритих вкладок і «швидкого набору». Налаштовувані скорочення клавіш. Індикатор відтворення звуку на вкладках.
Opera 30 (9 червня 2015). Прискорене перемикання між вкладками. Бічна панель з додатками. Видалені закладки не зникають остаточно, а переміщаються до «смітника».
Opera 31 (4 серпня 2015). Пропозиції новин з урахування регіону місцезнаходження користувача.
Opera 32 (15 вересня 2015). Синхронізація паролів. Анімовані теми.
Opera 33 (27 жовтня 2015). Вдосконалене стиснення даних і зменшене споживання оперативної пам'яті.
Opera 34 (8 грудня 2015). Покращена робота Opera Turbo.
Opera 35 (2 лютого 2016). Функція вимкнення звуку у вкладках. Вдосконалення менеджера завантажень.
Opera 36 (15 березня 2016). Візуальна інтеграція Opera з Windows 10.
Opera 37 (4 травня 2016). Вбудований блокувальник реклами і відтворення відео у виринаючому вікні.
Opera 38 (8 червня 2016). Режим енергозбереження. Можливість створювати власні теми оформлення.
Opera 39 (2 серпня 2016). Елементи керування у виринаючих вікнах відео. Персоналізовані новини. налаштування списку блокування реклами.
Opera 40 (19 вересня 2016). Вбудований VPN, автоматизоване енергозбереження. Підтримка Chromecast і вдосконалене відтворення відео у виринаючих вікнах. RSS у персоналізованих новинах.
Opera 41 (25 жовтня 2016). Пришвидшений запуск браузера з урахуванням попередньої активності користувача. Покращене енергозбереження при відтворенні відео та Hardware-прискорення відео у виринаючих вікнах.
Opera 42 (13 грудня 2016). Прискорене завантаження сторінок, передбачення дій користувача для попереднього завантаження вмісту.
Opera 43 (7 лютого 2017). Вдосконалене передбачення дій користувача. Оптимізація програми за PGO.
Opera 44 (22 березня 2017). Підтримка Apple Touch Bar і CSS Grid Layout та WebAssembly для браузерних ігор.

### Рушій Blink (інтерфейс Reborn)

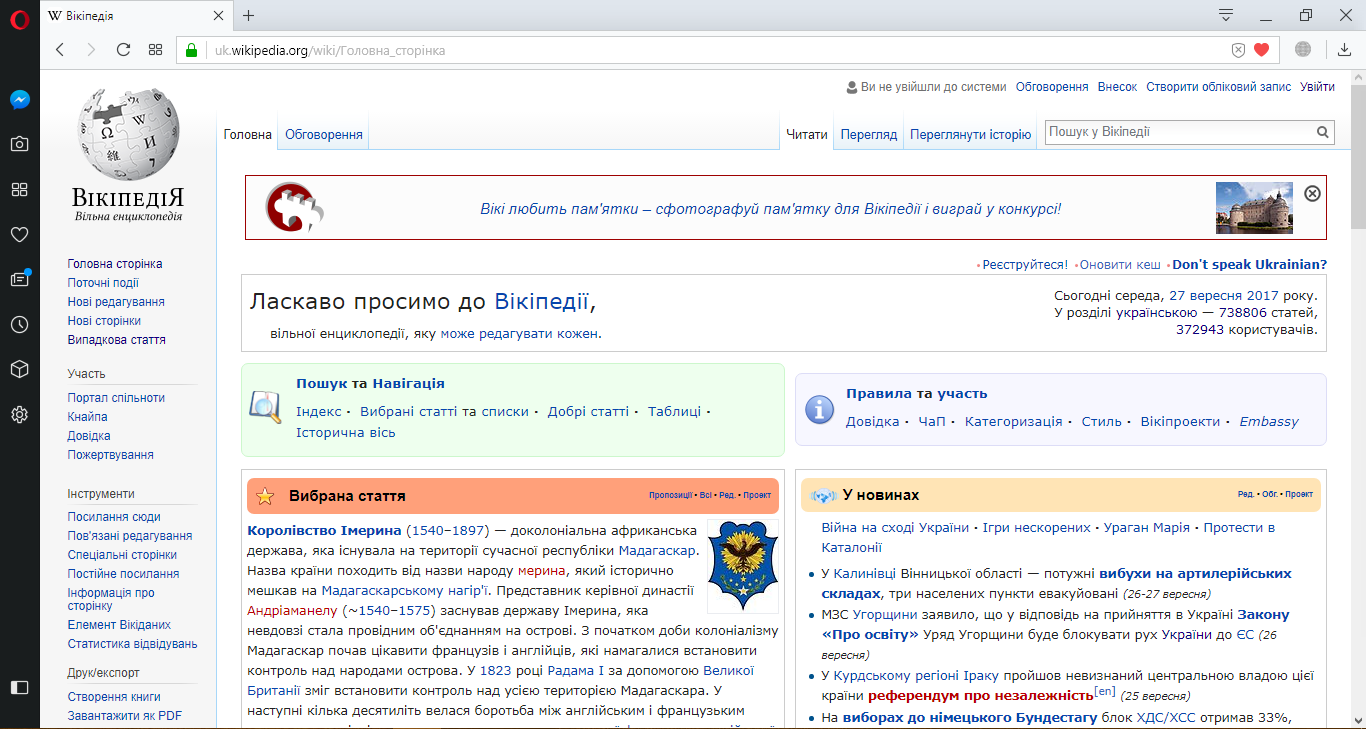
Opera 48

Opera 45 (9 травня 2017). Новий стиль інтерфейсу Reborn.
Opera 46 (21 червня 2017). Вдосконалені інтерфейс та стабільність. Підтримка APNG.
Opera 47 (8 серпня 2017). Можливість імпорту списків закладок. Вдосконалені продуктивність і дизайн.
Opera 48 (26 вересня 2017). Покращений пошук тексту, автоматичні перетворення мір і валют. Вбудований інструмент для створення скріншотів. Редагування пропозицій. Імпорт закладок в інші браузери.
Opera 49 (7 листопада 2017). Редагування скріншотів. Підтримка програвання 360-иградусного відео. Покращене налаштування тем і реорганізація іконок розширень. Вдосконалення інтерфейсу.
Opera 50 (3 січня 2018). Захист від майнінгу. Підтримка перегляду віртуальної реальності. Опція збереження сторінок у форматі PDF.
Opera 51 (7 лютого 2018). Пришвидшений перегляд сторінок, гортання натисканням по заголовках вкладок. Меню для перегляду відкритих і нещодавно закритих вкладок. Опція скидання налаштувань браузера.
Opera 52 (22 березня 2018). Покращена робота блокувальника реклами. Копіювання до буфера обміну адрес з кількох вкладок одночасно. Анімації при помилках і проблемах.
Opera 53 (10 травня 2018). Покращене відображення великої кількості вкладок.
Opera 54 (28 червня 2018). Налаштування новинних джерел у «швидкому наборі». Функція «відновлення», що скидає налаштування браузера до встановлених за промовчуванням, але зберігає закладки і паролі.
Opera 55 (16 серпня 2018). Темна тема оформлення. Покращене інформування про безпеку. Встановлення розширень для Chrome. Повернено панель закладок, що функціонує разом із вкладкою закладок.
Opera 56 (25 вересня 2018). Регулювання звуку у виринаючому вікні відео. Індикатор масштабування. Вдосконалене гортання клацанням по заголовку. Полегшене звітування про помилки. Поділ налаштувань за тематичними секціями. Обрання спонсорського контенту.
Opera 57 (28 листопада 2018). Покращені рекомендації новин. Рекомендації з Netflix у секції новин.
Opera 58 (23 січня 2019). Попередження при закритті вікна з вкладками. Інтеграція з Yandex Zen у Росії.
Opera 59 була доступна тільки для бета-тестерів.
Opera 60 (9 квітня 2019). Новий, більш мінімалістичний дизайн з ефектами глибини. Покращена темна тема, фіолетове оформлення приватного режиму. Орієнтованість на Web 3.0 і вбудований криптовалютний гаманець.
Opera 61 була доступна тільки для бета-тестерів.
Opera 62 (27 червня 2019). Вдосконалена темна тема, зв'язок з загальною темною темою Windows. Опція збільшених віконець «швидкого набору». Пропозиції для «швидкого набору» з історії відвідувань.
Opera 63 (20 серпня 2019). Вдосконалений приватний режим. Для збереження закладки за замовчуванням пропонується «Панель закладок» замість папки «Інші закладки».
Opera 64 (8 жовтня 2019). Блокувальник відстеження сайтами дій користувача. Покращені приватний режим та VPN. Розширені можливості редагування скріншотів та збереження їх у форматі PDF.
Opera 65 (14 листопада 2019). Надання інформації про те, який сервіс і що саме відслідковує. Інформативніший, легший для читання адресний рядок. Панель закладок переміщено вліво.
Opera 66 (7 січня 2020). Повторне відкриття закритих вкладок з бічної панелі. Глибша інтеграція розширень з бічною панеллю.
Opera 67 (25 лютого 2020). Групування вкладок у «простори», пошук конкретних вкладок з-поміж відкритих, виділення дублікатів вкладок, попередній перегляд вкладок в окремому віконці та перемикання між ними.
Opera 68 (22 квітня 2020). Інтеграція Instagram до бічної панелі. Вдосконалений пошук вкладок, наочніше виділення дубльованих вкладок. Меню повторного відкриття закритих вкладок замінено на пункт меню заголовка. Маркування в адресному рядку захищених і незахищених сторінок.
Opera 69 (24 червня 2020). Інтеграція Twitter до бічної панелі. Віджет погоди на вкладці «швидкого набору». Візуальні поліпшення прокручування вкладок. Відкриття посилань у вказаному робочому просторі.
Opera 70 (28 липня 2020). Полегшений пошук в історії відвідувань. Пошук у нещодавно закритих вкладках. Пошук вкладок об'єднано з пошуком їх умісту. Додаткові піктограми робочих просторів.
Opera 71 (15 вересня 2020). Налаштовувані клавіатурні скорочення для елементів бічної панелі. Опція бачити більше/менше результатів при пошуку у вкладках. Пошук в журналі за датою, можливість видаляти історію відвідувань за вказані дати.
Opera 72 (21 жовтня 2020). Сортування вкладок при пошуку в них за категоріями: заголовки, електронні адреси, вміст відкритих вкладок. У проміжному оновленні 18 листопада додано інтеграцію зі Spotify, Apple Music і YouTube Music до бічної панелі.
Opera 73 (9 грудня 2020). Можливість закривати вкладки, знайдені в пошуку, через саме поле пошуку. Збільшено максимальну кількість робочих просторів з 5 до 24.
Opera 74 (2 лютого 2021). Зменшення використання оперативної пам'яті неактивними вкладками. Швидкий доступ до нещодавно завантажених файлів. Пошук серед відкритих і нещодавно закритих вкладок.
Opera 75 (24 березня 2021). Можливість встановлювати користувацькі комбінації клавіш для деяких функцій, наприклад, Flow. Створення ярликів вбудованого гаманця для криптовалюти, а також музичного програвача.
Opera 76 (6 травня 2021). Пропозиції назв сторінок при їх додаванні до швидкого набору. Переставлені між вікнами вкладки більше не змінюють розмір вікна. Сторінка-пінборд (збереження посилань для того, щоб поділитися ними пізніше). Нова сторінка відправлення повідомлень про проблеми.
Opera 77 (9 червня 2021). Можливість ставити мініатюру знімка вебсторінки чи зображення з неї на її закладку. Вдосконалено темну тему й переклад. 
Opera 78 (3 серпня 2021). Вдосконалення пінборду та виринаючих вікон відеоконференцій
Opera 79 (14 вересня 2021). Збереження пінборду на пристрої, швидкий доступ до папки завантажень, синхронізація теми оформлення Opera з системною темою.
Opera 80 (5 жовтня 2021). Режим читання (усуває несуттєві елементи сторінки, дозволяючи зосередитися на читанні; на час випуску був вимкнений за замовчуванням).
Opera 81 (4 листопада 2021). Показ інформації про вкладки при наведенні на них вказівника.
Opera 82 (2 грудня 2021). Виправлення помилок з відтворенням відео для користувачів ОС Linux. Вдосконалення програвача та підвищення стабільності.
Opera 83 (19 січня 2022). Автоматичне переведення ввімкненого відео у спливне вікно при перемиканні вкладки. Вбудований генератор мемів (як опція при створенні знімків екрана). В оновленні 14 лютого додалася підтримка вебадрес Yat, складених з емоджі.
Opera 84 (16 лютого 2022). Захист вмісту буфера обміну. Нові експериментальні функції, зокрема в створенні знімків екрана (вимкнені за замовчуванням).
Opera 85 (23 березня 2022). Обрізання тексту в генераторі мемів.
Opera 86 (20 квітня 2022). Обрізання готових знімків екрана, кадрування знімка екрана за виділеним текстом.
Opera 87 (17 травня 2022). Одночасне виділення кількох пунктів у віконці нещодавно завантажених файлів.
Opera 88 (8 червня 2022). Горизонтальне прокручування вкладок, коли їх відкрито занадто багато.
Opera 89 (7 липня 2022). Вдосконалене меню входу у профіль користувача Opera для синхронізації закладок, історії та налаштувань між різними пристроями.

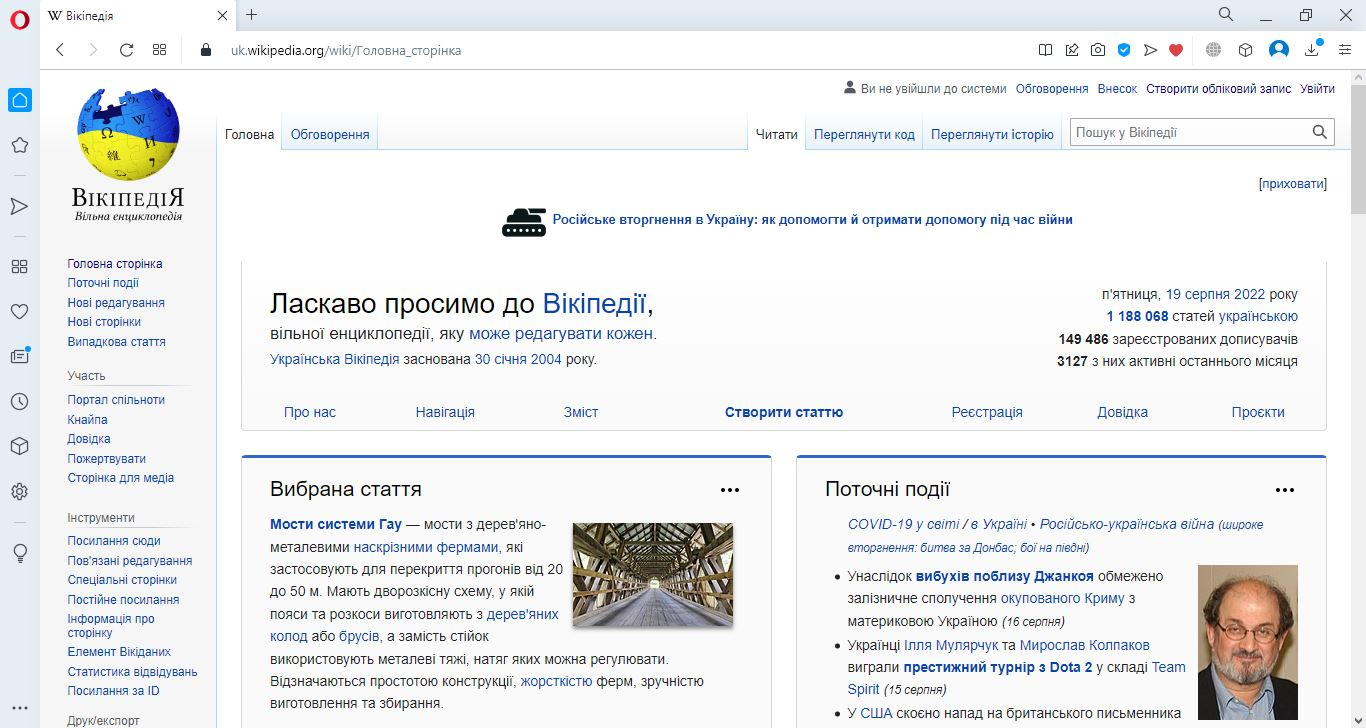
Opera 90

Opera 90 (19 серпня 2022). Оптимізація, оновлений переклад, вдосконалення для платної версії VPN.
Opera 91 (14 вересня 2022). Вдосконалений переклад, покращена стабільність.
Opera 92 (19 жовтня 2022). Автоприховування бічної панелі (вимкнене за замовчуванням).
Opera 93 (17 листопада 2022). Оптимізація та покращений переклад.
Opera 94 (15 грудня 2022). Автоматичне підвищення чіткості відео (вимкнене за замовчуванням).
Opera 95 (1 лютого 2023). Остання версія, що працює на Windows 7 і Windows 8.1.
Opera 96 (22 лютого 2023). Можливість робити знімок усієї сторінки, навіть якщо вона займає кілька екранів.
Opera 97 (22 березня 2023). Інтеграція з ChatGPT і ChatSonic для скорочення чи короткого пояснення виділеного тексту (вимкнено за замовчуванням).
Opera 98 (20 квітня 2023). Змінений вигляд «швидкого набору». Покращена безпека даних.
Opera 99 (16 травня 2023). Ця версія, що передувала випуску Opera One, містила тільки дрібні вдосконалення

### Opera One

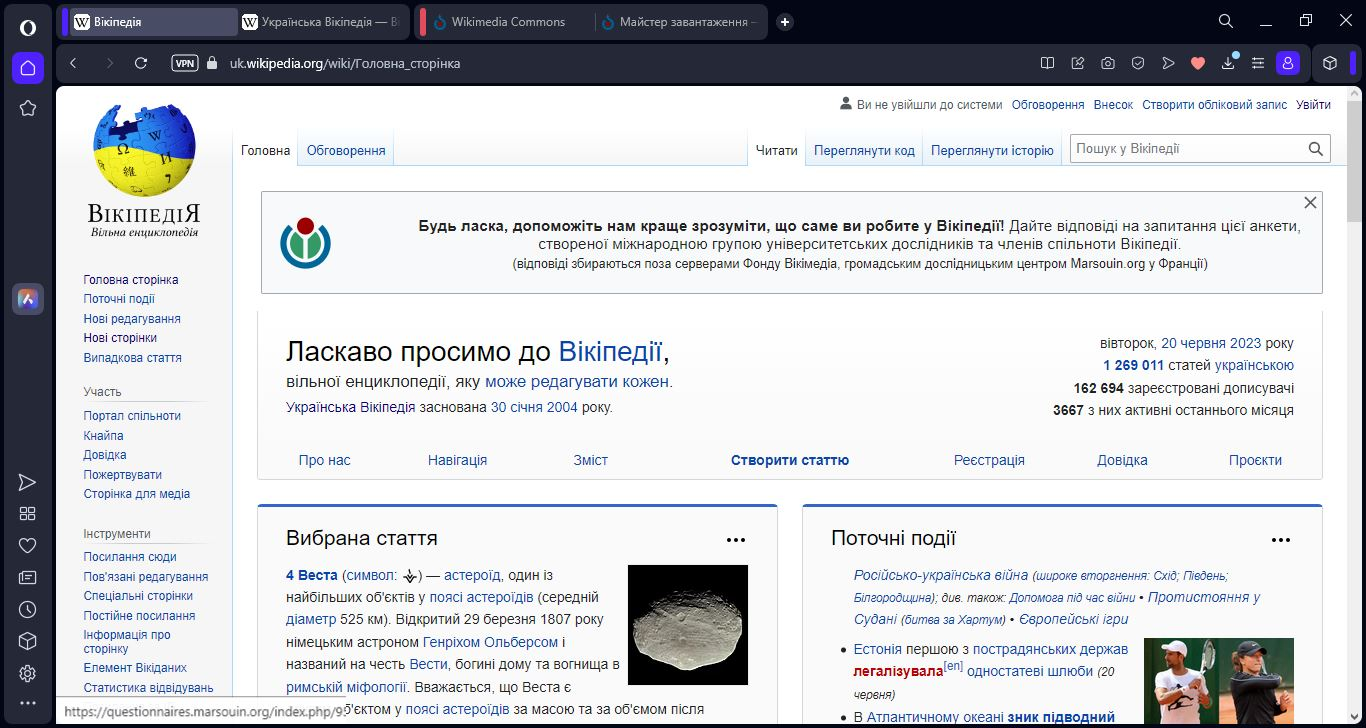
Opera 100

Opera 100 (20 червня 2023) — в оновленні запроваджено модульний динамічний дизайн, який автоматично підлаштовує розташування елементів інтерфейсу, залежно від розташування інших елементів. Додано функцію об'єднання вкладок у групи, які можна згортати для заощадження місця на панелі вкладок (кожна група також має колірну мітку). Оглядач отримав інтеграцію з ШІ Aria, здатним видавати результати, користуючись актуальним пошуком в інтернеті, і надавати довідку з роботи Opera.
Opera 101 (26 липня 2023) — вдосконалення блокування реклами, стрічки вкладок і макету розташування вікон у Windows 11.
Opera 102 (23 серпня 2023) — покращена стабільність, вдосконалене відображення швидкого набору та іконок у вкладках.
Opera 103 (3 жовтня 2023) — генератор паролів, нові візуальні деталі та анімації в плеєрі.
Opera 104 (23 жовтня 2023) — вдосконалена темна тема оформлення, виправлення відображення груп вкладок, адресного рядка, спрощене додавання вмісту до пінбордів. Можливість вибору гаманця криптовалюти. Зміна вигляду смуги прокрутки.
Opera 105 (14 листопада 2023) — виправлення функціональних помилок і помилок дизайну. Вдосконалення перекладу.
Opera 106 (19 грудня 2023) — виправлення помилки відображення курсора в полі пошуку по сторінці. Змінення дизайну даного поля.
Opera 107 (7 лютого 2024) — новий вигляд вікна перемикання вкладок. Змінено значення за замовчуванням для синхронізації даних з «Не синхронізувати дані» на «Налаштувати синхронізацію». Функція імпорту тепер правильно відображає статус встановлення «Opera Crypto». Візуальні оновлення шрифтів. Виправлення помилок.
Opera 108 (5 березня 2024) — виправлення помилок.
Opera 109 (27 березня 2024) — виправлення різних проблем і покращення візуальної чіткості.
Opera 110 (14 травня 2024) — редагування введеного тексту за допомогою ШІ Aria. Індикатор повторюваних посилань. Перетягування декількох вкладок одночасно. Персоналізація вкладок за допомогою емодзі.
Opera 111 (12 червня 2024) — можливість вимкнути емодзі вкладок у налаштуваннях. Заокруглення кутів екрана вимкнено в повноекранному режимі відео. Покращення дизайну. У проміжному оновленні 14 липня — розпізнавання зображень і генерація зображень за текстовим описом у ШІ Aria, врахування контексту вебсторінок.
Opera 112 (11 липня 2024) — вдосконалення читабельності інтерфейсу, виправлення помилок доповнень, покращене відображення груп вкладок.
Opera 113 (22 серпня 2024) — вдосконалене вікно друку, покращена стабільність і робота з вкладками на Linux, покращена синхронізація між пристроями.
Opera 114 (25 вересня 2024) — майстер повідомлення про помилки. Вдосконалено кольори на панелі вкладок. У збірці 114.0.5282.115 від 12 листопада 2024 розпочалося розгорнення версії Opera One R2. Запроваджено динамічні теми, що адаптують кольори інтерфейсу до фонового зображення, містять звукові ефекти й анімації. Режим розділеного екрана для відображення двох вкладок в межах одного вікна. Перегляд, з якими останніми вкладками взаємодіяв користувач. Наекранний музичний плеєр і вдосконалення відеоплеєра. Підсумування вмісту вебсторінки за допомогою ШІ Aria. Розуміння зображень ШІ Aria.
Opera 115 (24 грудня 2024) — кнопка примусового ввімкнення темної теми на сайтах. Покращений вибір файлів. Покращена стабільність.
Opera 116 (8 січня 2025) — вдосконалення темної теми, кольорів попереджень і відображення EULA. Нові та виправлені візуальні ефекти.
Opera 117 (13 лютого 2025) — виправлення проблеми неконтрольованої появи повідомлення про відкладення вкладки для збереження пам'яті. Додано «Discord», «Bluesky» і «Slack» для швидкого доступу з бічної панелі.
Opera 118 (13 лютого 2025) — покращене розділення екрана, полегшений доступ до файлів і їх множинний вибір, плеєр у бічній панелі.
Opera 119 (13 травня 2025) — функція видалення даних (історії переглядів, паролів тощо) при виході з браузера. Вдосконалені теми та покращена стабільність роботи.
Opera 120 (2 липня 2025) — вбудований перекладач вебсторінок, вдосконалення розділення екрана та менеджера паролів.

### Opera GX
Браузер, розроблений компанією Opera Software спеціально для геймерів під ОС Windows, macOS, Android та iOS (23 липня 2023).

### Opera Air
4 лютого 2025 року Opera Software випустила новий браузер Opera Air з функціями для підтримки ментального здоров’я. Як було повідомлено, компанія вирішила створити окремий браузер, а не вбудовувати нові функції в Opera One, щоб зробити повноцінний інструмент для підтримки ментального здоров’я користувачів. 
Opera Air має мінімалістичний дизайн з напівпрозорими елементами та плаваючу бічну панель, у якій розташовані:
- функція «Take a break» — стежить за тривалістю використання браузера та нагадує про необхідність відпочинку;
- функція «Boosts» — набір музики, природних звуків та бінауральних ритмів, що покращують фокус;
- дихальні вправи, медитації та розтяжки, включно з контролем постави, тобто фізіологічного положення тулуба користувача в розслабленому стані, через вебкамеру;
- інтеграція з AI-асистентом Aria, Messenger і WhatsApp.

Користувачі Opera Air також можуть налаштовувати звук і частоту бінауральних хвиль, а також обирати тривалість «Boosts» (від 15 хв. — до нескінченності). 
Команда Opera Software працює над популяризацією нового браузера серед авдиторії, звиклої до Opera One та ігрового Opera GX. Opera Air доступний для ОС Windows та macOS.

## Можливості програми

### Унікальні можливості
Компанія Opera Software позиціонує свій переглядач Opera як «найшвидший браузер на Землі» («the fastest browser on Earth»). Незалежні перевірки 2015 року показали, що Opera (версії 31, без Flash) була здатна завантажувати вебсторінки за 1,64 c проти 1,8 с у Chrome та 2,6 с у Firefox. Найсильнішою стороною Opera є робота зі сценаріями JavaScript, приблизно вдвічі швидша, ніж в інших браузерах. Крім того, Opera починає відображати вміст сторінки ще до повного її завантаження та передбачати дії користувача, що також заощаджує час, особливо при повільному з'єднанні та великій кількості впроваджених об'єктів на сторінці. Міри, часові пояси та валюти браузер здатний конвертувати відповідно до регіону, в якому перебуває користувач. Наприклад, ціни в доларах США можуть автоматично переводитися в гривні.
В Opera є вбудований TDI-інтерфейс, що налаштовує блокування виринаючих вікон. Є захист від шахрайства та вбудований блокувальник реклами. Списки блокованих сайтів користувач може редагувати, а також переглядати статистику пришвидшення відображення сторінок в результаті.
Однією з важливих особливостей браузера є можливість швидкого переходу до найчастіше відвідуваних вебсторінок (Speed Dial — «швидкий набір»). Користувач може задати адреси вебсторінок і після відкриття нової вкладки на ній будуть відображена група віконець, у кожному з яких знаходиться знак (раніше мініатюра) сторінки. Ця опція значно полегшує навігацію між вебсайтами. Пропонується об'єднувати віконця у папки, яким можна давати назви. Також за бажанням користувача на вкладці швидкого набору можуть відображатися новини та потенційно цікаві сайти.
Opera підтримує доповнення — маленькі вебзастосунки, які можна запустити з браузера, та плагіни, схвалені і розповсюджувані Opera Software.
Вкладки в Opera можна групувати в тематичні простори та перемикатися між ними з бічної панелі. Наприклад, в одному зібрати вкладки, пов'язані з роботою, а в іншому — з розвагами. Відкриті вкладки можуть переміщуватися з одного простору до іншого. Кількість просторів теоретично необмежена, але для їх позначення пропонується 24 різних піктограми.

### Керування та інтерфейс

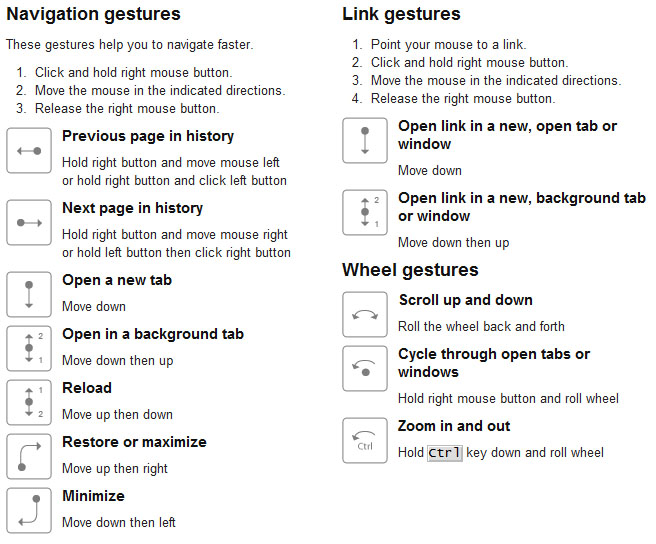
Жести в Opera

Верхній рядок вікна програми займають вкладки та «О-меню», що надає доступ до головних опцій. Під ними розташовано рядок навігації («назад» і «вперед» по відвіданих сторінках, а також кнопка «оновити» сторінку та кнопка перемикання на вкладку «швидкого набору»), адресний рядок та іконки розширень і кнопка менеджера завантажень. У рядку адреси, крім власне адреси вебсторінки, може здійснюватися пошук інформації в Інтернеті. Крім того, в рядку адреси розміщують індикатори безпеки з'єднання та кнопки VPN, блокувальника реклами та додавання поточної сторінки в закладки. Нижче може відображатися рядок із закладками.
Ліворуч на вкладці «швидкого набору» розміщена бічна панель з обраними функціями та додатками: зняття скріншота, сторінка новин, доступ до журналу, месенджери тощо. За бажанням користувача, вона може бути закріплена та лишатися видимою на всіх вкладках.
За допомогою різних установок користувач може налаштувати інтерфейс за своїм смаком. Існує світла і темна теми оформлення, що урізноманітнюються шпалерами «швидкого набору». Користувач може налаштувати шрифти та кольори для вебсторінок, і навіть подолати налаштування стилів CSS. Це може бути корисним, наприклад, для сторінок із невдалим дизайном, коли шрифти важко читаються чи контраст між кольорами шрифту й тла замалий. В браузері Opera передбачені засоби керування для людей із порушеннями зору або обмеженими руховими можливостями: є голосове управління й можливість підключення «екранних дикторів». Голосове управління, розроблене спільно з IBM, дозволяє користуватися браузером без допомоги миші та клавіатури. Opera також може читати вголос сторінки й виділені фрагменти, але це можливо тільки в середовищі Windows і лише за допомогою екранного диктора, вбудованого в браузер, бо програми сторонніх розробників, починаючи з версії Opera 6.0, не підтримуються.
Є можливість здійснювати навігацію й налаштування браузера, використовуючи тільки клавіатуру. Типово задані «гарячі клавіші» можна перепризначити на свій розсуд. Можна також використовувати «жести мишею», які істотно спрощують навігацію за допомогою цього маніпулятора, певні послідовності натиснення клавіш і рухів «миші» дозволяють, наприклад, швидко гортати або оновлювати сторінки, не переміщуючи курсор до іконки меню навігації. Клацання по заголовку вкладки миттєво прокручує сторінку до початку, а повторне клацання повертає до колишньої позиції.
Масштабування сторінок дозволяє пропорційно збільшувати або зменшувати всі елементи документа: текст, зображення, флеш-анімацію, створюючи ефект наближення і віддалення сторінки. Масштаб можна змінювати в межах від 20 % до 1000 %.

### Безпека та конфіденційність
В Opera є кілька установок безпеки, доступних користувачеві. Одна з них — можливість швидкого видалення інформації про відвідані сторінки: очистка cookies, історії, кешу, тощо. Це корисно, якщо за комп'ютером по черзі працюють кілька користувачів. Особливий конфіденційний режим дозволяє користуватися браузером, не лишаючи на пристрої слідів своєї активності. Щойно користувач завершує сеанс роботи, як всі дані, отримані в конфіденційному режимі, видаляються.
При відвідуванні захищених сторінок Opera кодує одержану й передану інформацію за допомогою протоколів високої надійності: SSL або TLS. Інформація про включення захисту відображається в адресному рядку браузера. Користувач може натиснути на кнопку, яка з'явилася там, і перевірити, чи не є сторінка шахрайською або створеною для «фішингу». Користувач може включити автоматичну перевірку сторінок на «фішинг» (типово ця опція не активна).
Вбудований сервіс VPN дозволяє обходити регіональні блокування вебсайтів, обираючи своє віртуальне місцезнаходження. 2021 року можливість використання VPN-сервісу в браузері було заблоковано на території Російської Федерації.
Для захисту збережених паролів можливе шифрування бази даних паролів, використовуючи майстер паролів та алгоритм 3DES для створення ключа шифрування, яким також захищені особисті сертифікати та дані wand.
Для своєчасного виявлення вразливостей і відлову багів у програмі є можливість відправки повідомлень про помилки в Opera Software.

### Інструменти розробника та зневадження
У браузер, починаючи від версії Opera 9.5 (2008 рік), вбудований Dragonfly — налагоджувач JavaScript та інспектор DOM/CSS. У травні 2011 Dragonfly випущений як окремий інструмент розробника під відкритою ліцензією Apache.

### Opera Unite
16 червня 2009 Opera випустила Opera Unite, додавши сервер до свого браузера. Opera Unite забезпечує кілька послуг, які хостяться на комп'ютері користувача, зокрема власний вебсервер користувача, службу розподілення файлів і фотографій, чат і потокове медіа. Ці послуги можуть бути доступні в будь-якому браузері, проте власник повинен використовувати Opera.

### Пошукові рушії
Opera пропонує різні пошукові рушії у власних полях пошуку адресного рядка та «швидкого набору», спираючись на географічне розташування користувачів. У Росії та сусідніх з нею державах, зокрема й Україні, це були «Яндекс» і «Вікіпедія». Однак, з версії 45 стало неможливо змінити їх у самій програмі. У США за замовчуванням пропонувався вибір між «DuckDuckGo», «Google» та «Bing» (їхніми вебсайтами можна було користуватися і надалі). З травня 2020 за замовчування було встановлено «Яндекс» і «Google» та повернено можливість додавати інші пошукові рушії через налаштування, щоб потім використовувати їх як типові в адресному рядку. Для швидкого доступу до кожного рушія можна призначити окрему клавішу.

## Похідні проєкти

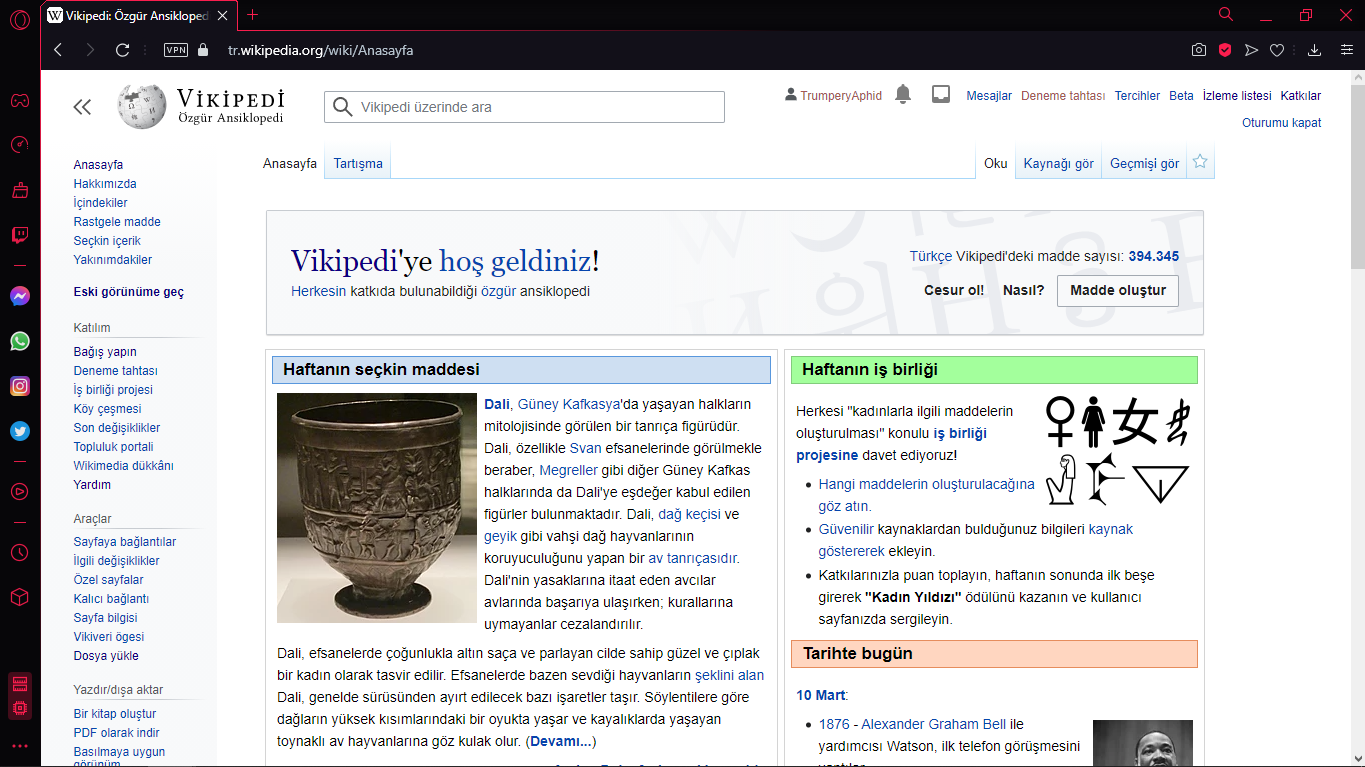
Opera GX

Opera Mobile — версія Opera, адаптована для смартфонів і КПК під керуванням Windows Mobile, S60, EZX Linux, Maemo та Android. Перша версія вийшла в 2000 році.
Opera Mini — версія Opera для мобільних пристроїв на платформах Java ME, Symbian, Android, iOS та Windows Mobile. Перший випуск відбувся 2005 року.
Opera Touch — браузер для смартфонів з Android, адаптований під керування однією рукою.
Opera GX — браузер, орієнтований на геймерів, розроблений Opera Software для ОС Windows, macOS, Android та iOS. Вирізняється налаштуваннями споживання ресурсів браузером, агрегацією новин про відеоігри, інтеграцією Discord до бічної панелі та оформленням. Перший випуск вийшов 2019 року і відтоді браузер перебуває в бета-версії.
Opera Crypto Browser — версія Opera із вбудованими інструментами для роботи з криптовалютами. Існують версії для Windows, Android and iOS.
Opera Neon — анонсований  браузер з розширеними ШІ-функціями.
Opera також — єдиний браузер для ігрових систем Nintendo DS та Wii, але випускається для них під іншими назвами. Деякі смарт-телевізори використовують Opera під назвами Opera TV та Vewd Browser.

## Популярність
В останній чверті 2020 року аудиторія браузера сягнула 80 млн користувачів у настільній версії (8-ме місце) та 232 млн в мобільній (10-те місце).
Частка Opera на світовому ринку браузерів значно поступається часткам Edge, Internet Explorer, Mozilla Firefox, Chrome та Safari, і складала 1,6 % станом на початок 2021 року. Але в Європі та деяких країн Центральної Азії частка ринку, яку займає Opera, помітно вище середнього показника по світу (від 4 до 11 % залежно від країни). Першою чергою це стосується деяких країн СНД (Росія, Білорусь, Казахстан, Узбекистан) та України, де частка Opera досягає 50 %. За популярністю в Україні Opera наприкінці 2020 року займала 13,69 %, і була другим браузером, поступаючись лише Chrome.
Після того, як 16 травня 2017 року Президент України Петро Порошенко підписав указ, яким ввів в дію я РНБО про оновлення списку санкцій проти низки російських компаній, серед яких соцмережі «VK» і «Однокласники», компанія «Яндекс», електронний поштовий сервіс «Mail.Ru», браузер став популярніший серед молоді, оскільки має вбудований VPN та дає змогу обходити встановлені заборони.
Значно сильніші позиції Opera у спеціальних версіях — Opera Mobile та Opera Mini для мобільних пристроїв: мобільних телефонів, смартфонів і КПК. Ринкова частка Opera Mobile за підсумками 2017 року становила ▲ 5,84 %. 2015 року ця версія стала найзавантажуванішим мобільним додатком в Україні, Непалі, Кенії, Кувейті та Нігерії. Крім того, частка Opera Mini складає ▲ 1,63 %. У вересні 2021 року завантаження Opera в Google Play досягнули кількості 1 млрд. Станом на березень 2024 року близько 400 млн користувачів у Європі встановили Opera на мобільні телефони як стандартний вебоглядач.
Opera буде стандартним браузером на нових ноутбуках під керуванням Windows із процесорами ARM.